# 堺司
堺 司（さかい つかさ、1931年4月30日 - 1995年4月12日）は、日本の官僚。

## 来歴・人物
都立第四高校、東京大学法学部を経て、1954年通商産業省入省。同期入省者に特許庁長官となる志賀学などがいるが、同期から事務次官は出ていない。
官房審議官を経て、1981年日揮取締役、常務を経て、専務となり、1993年6月に、政府と民間企業に出資を募ることで設立された外資系企業事業支援会社・対日投資サポート・サービス（FIND）社長、のちCEOに就任した。
| スタブアイコン | サブスタブ | この項目は、まだ閲覧者の調べものの参照としては役立たない、人物に関連した書きかけの項目です。この項目を加筆・訂正などしてくださる協力者を求めています（P:人物伝/PJ:人物伝）。 |